# 松平乗次 (滝脇松平家)
松平 乗次（まつだいら のりつぐ、生没年不詳）は、戦国時代から江戸時代初期の武将。滝脇松平家の4代目当主。

## 略歴
徳川家康に仕え、慶長3年家康入洛の際に伏見城の番を務めた。関ヶ原の戦いにも従軍。慶長6年三河国加茂郡滝脇村をはじめとして600石を賜った。某年死去、享年72。法名善良。
墓所は長龍寺（東京都杉並区高円寺） 。